# Імус
Імус (філ.: Lungsod ng Imus) - місто, столиця провінції Кавіте в регіоні Калабарсон на Філіппінах. Колишній муніципалітет був офіційно перетворений на місто після референдуму 30 червня 2012 року.
Розташований приблизно за 19 км на південь від Маніли. Імус став місцем двох великих перемог під час філіппінської революції проти Іспанії. Ці дві події щороку святкуються в місті. В історичному музеї міста існують реконструкції революційних сцен.
Імус займає територію площею 64,7 км2, це становить близько 6,8% від загальної площі провінції Кавіте.